# Malva major
La malva major, malva comuna o malva de cementiri (Malva sylvestris) és una planta herbàcia de la família de les malvàcies present a bona part d'Europa, Àsia occidental i el nord d'Àfrica. Té una distribució generalment mediterrània, i a Catalunya és freqüent a terres baixes i muntanyes baixes no gaire plujoses. En català, la malva major es coneix també pels noms de formatgets, malva borda, malva de camp, malva de fogasseta, malva de prat, malva vera, malvera o vauma. "Malva" prové del grec malakos, en referència al caràcter emol·lient de la planta, i "Sylvestris" prové del llatí silva, en referència a l'hàbitat on creix.

## Distribució i hàbitat

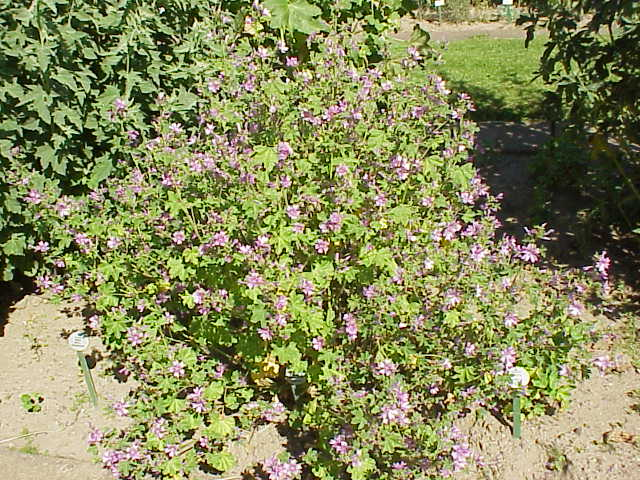
Aspecte general

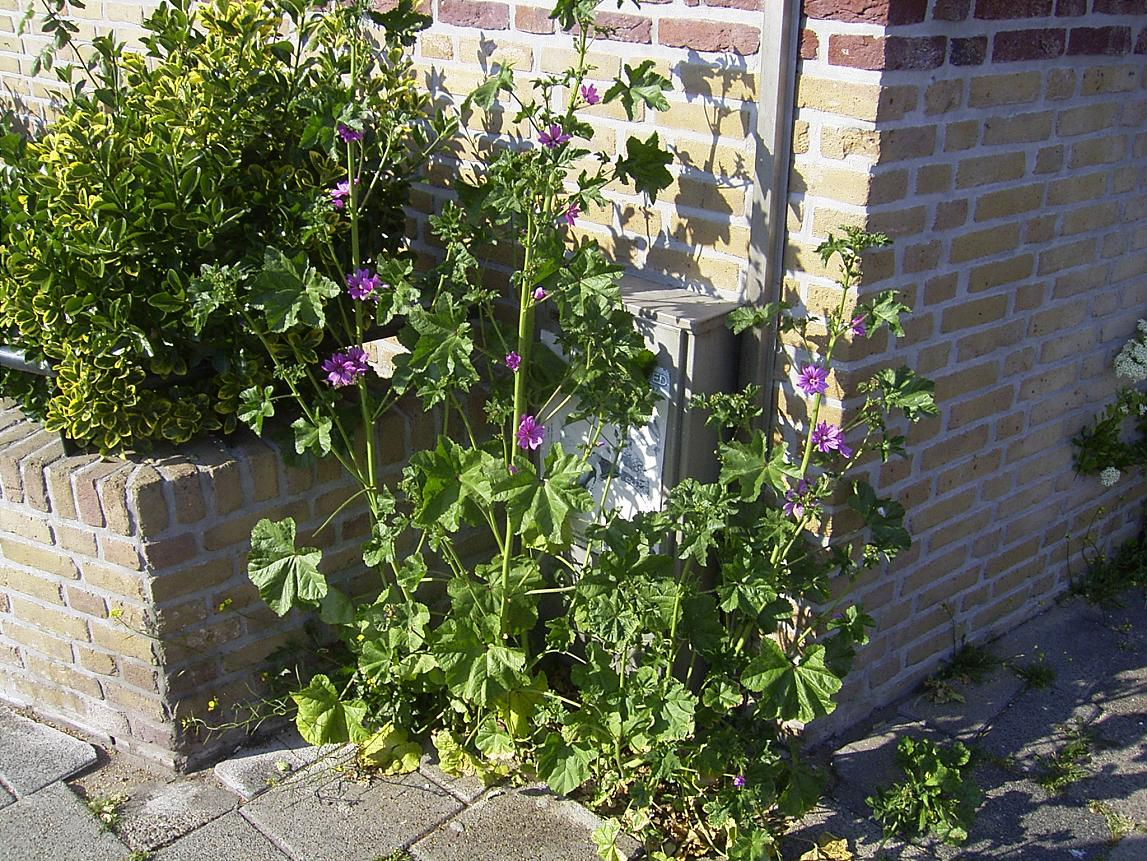
Hàbit

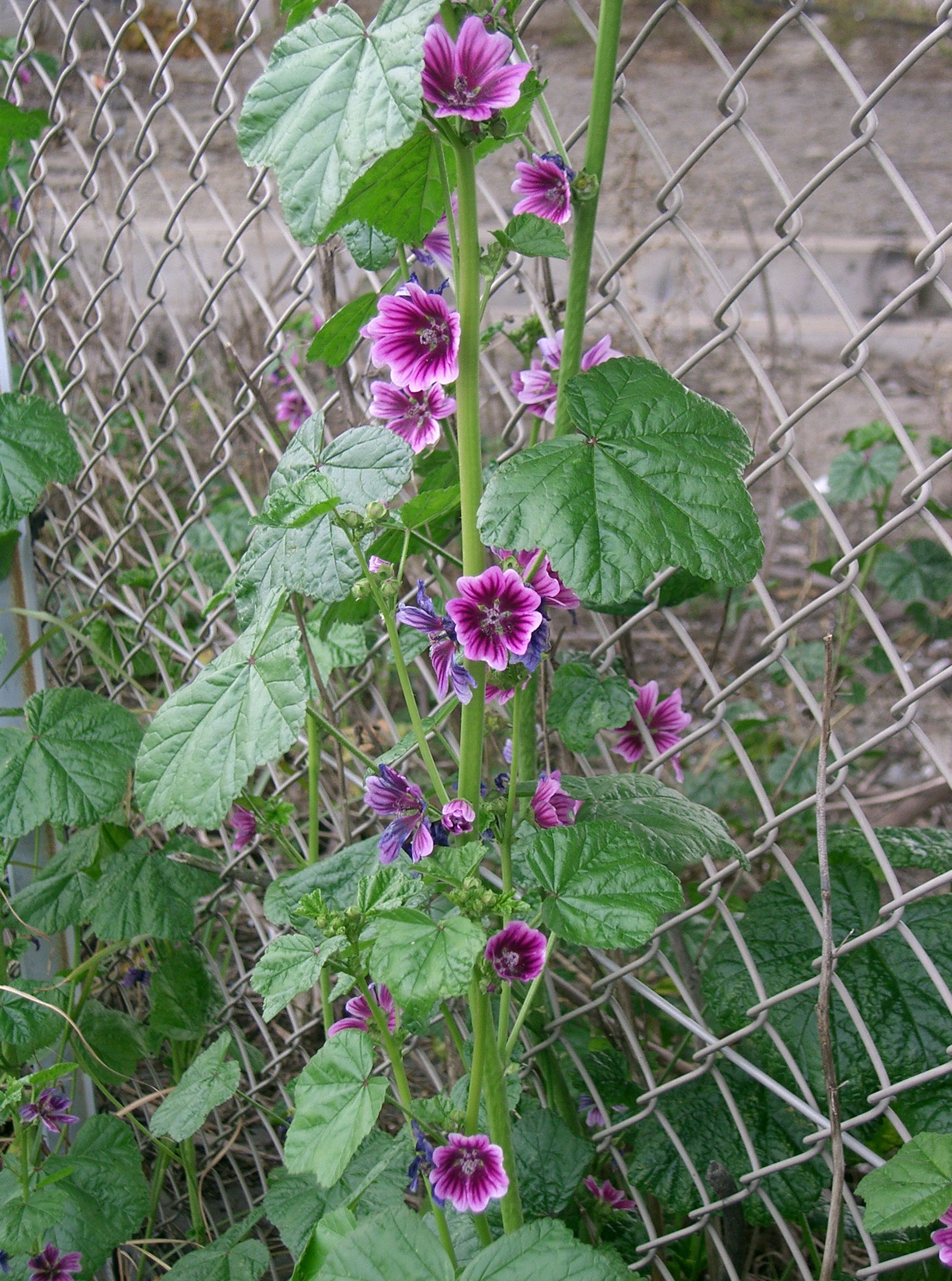
Hàbit

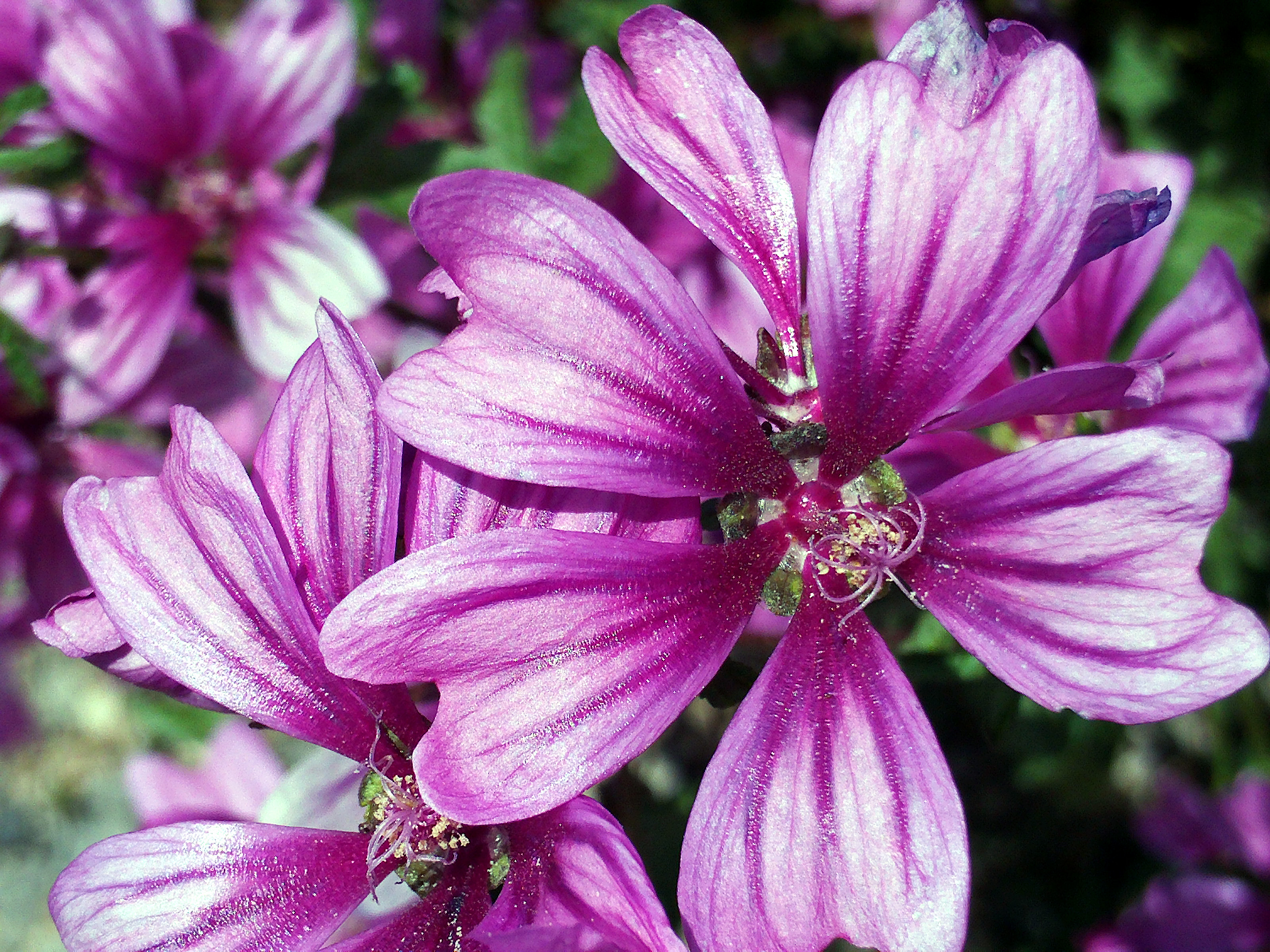
Detall de la Flor

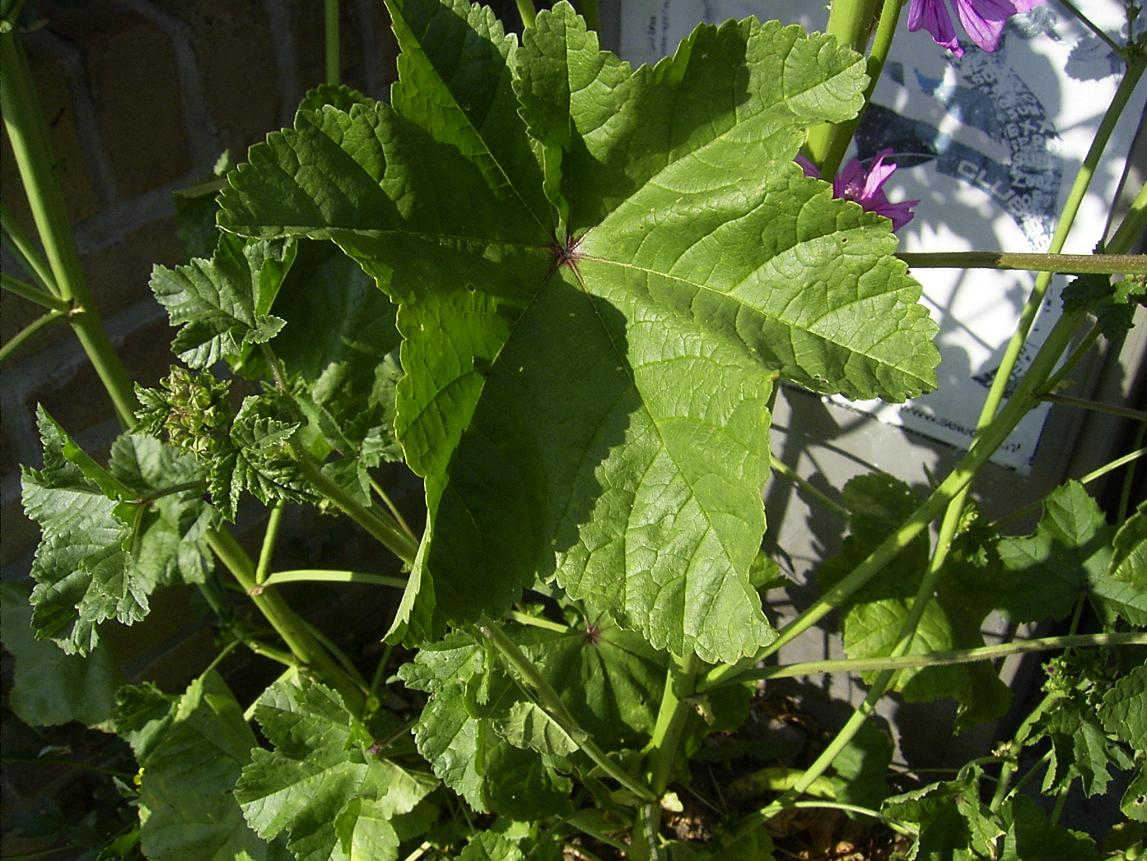
Fulla

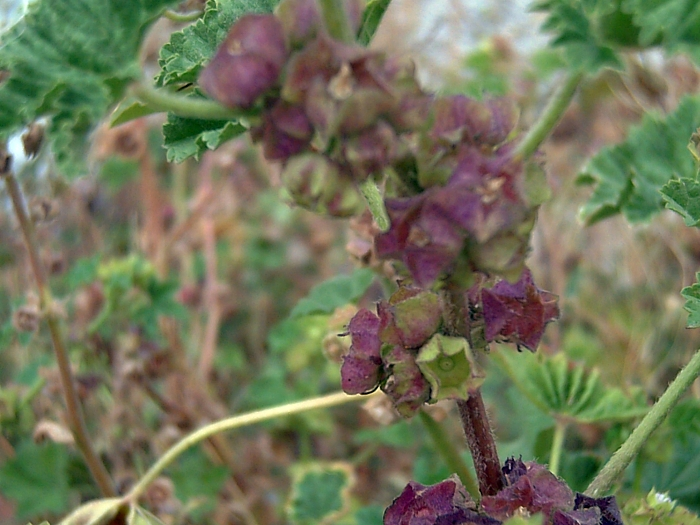
Fruit

És força comuna a les Balears, el País Valencià i Catalunya, i hi creix fins als 1600m d'altura als erms, vora els camins, als marges i a prop de les poblacions preferint els sòls nitrificats. Per al seu desenvolupament requereix un clima temperat càlid o muntanyós.

## Descripció morfològica
És una planta herbàcia perenne (viu més de tres anys), biennal (viu menys de dos anys) o vivaç (les parts aèries són anuals i les subterrànies són persistents). És una planta amb un hàbit de creixement recte o decumbent.
És una herba amb tiges ramificades, lleugerament llenyoses i cobertes de pèls blancs, que pot mesurar entre 20cm i més d'un metre d'alçària. La malva presenta una arrel fusiforme, amb fulles palmatilobulades, alternes i peciolades que mostren 5 lòbuls amb el marge crenat o serrat. Les flors, hermafrodites amb cinc pètals, són grans i solitàries, i es localitzen a l'axil·la de les fulles. És característica la presència d'un epicalze per sota del calze, constituït per 3 tèpals. Les flors es formen per un calze amb 5 sèpals i una corol·la amb 5 pètals de color violaci brillant, i vetats de color porpra. Aquests pètals tenen en el seu extrem una petita invaginació. Els estams són nombrosos i apareixen fusionats en un tub de 10-12 mm. El gineceu està constituït per un anell de 9-11 carpels. Les flors acostumen a créixer en grups entre març i l'octubre; i tenen la particularitat de què es tanquen a la nit i quan fa mal temps per protegir el pol·len. La pol·linització es fa essencialment a través dels insectes (entomògama), i la disseminació de les llavors es fa per gravetat.
El fruit és una càpsula (esquizocarp) de 7-9mm d'ample i uns 2 mm de gruix, formada per multitud de mericarps (parts que se separen en arribar a la maduresa i que contenen una única llavor) punxeguts i glabres, encara que a vegades presenten uns pocs pèls distribuïts per tota la superfície.
El nombre de cromosomes de la Malva Major és de : 2n = 42 

## Farmacologia

### Part utilitzada
Fulles i flors (inflorescències). La fulles es recullen durant la primavera - estiu, quan la planta s'ha desenvolupat per complet; en canvi les flors són recollides durant la plena floració de la planta. És important assenyalar que s'han de descartar la fulles que continguin més d'un 5% d'infestació amb el fong Puccinia malvacearum.

### Composició química[2]
La fulla conté:
- Polisacàrids heterogenis. Presenta mucílags de naturalesa urònica i alt pes molecular (7-8%), com galacturonoramnans i arabinogalactans.[3]
- Flavonoides. Glucòsids d'hipolaetina i de gosipetina.
- Tanins
- Vitamines A, B i C

Les flors contenen:
- Polisacàrids heterogenis. Mucílags urònics (10-16%) i els mateixos mucílags de les fulles, però en major proporció.
- Antocianòsids (7%)
- Malvidina
- Olis grassos: compostos principalment pels àcids oleic, palmític i esteàric.
- Tanins

### Accions i propietats farmacològiques
Els mucílags de les flors i fulles confereixen una acció antiinflamatòria i protectora de la mucosa digestiva, respiratòria, orofaríngia i cutània.
- Antitussigen i demulcent: els mucílags de la malva exerceixen un efecte calmant sobre la mucosa respiratòria, inhibint el reflex de la tos.
- Laxant: aquest efecte es manifesta a les 24 hores de l'administració de la malva. En contacte amb l'aigua, el mucílag forma un gel viscós i voluminós que incrementa el volum dels excrements, que romanen tous, i promou el peristaltisme ocasionant un efecte laxant mecànic.
- Antidiarreic: els mucílags també són capaços d'absorbir l'excés d'aigua de l'intestí tot actuant com un antidiarreic, cosa que l'atorga un efecte regulador del trànsit intestinal.
- Astringent dermatològic: la malva exerceix un efecte hidratant sobre la pell a causa de la captació d'aigua per part dels mucílags.
- Efecte hipoglucemiant: per via externa, sobre el tractament de nafres.

### Usos medicinals aprovats
Consta aprovat per la Comissió E del Ministeri de Sanitat Alemany l'ús d'aquesta planta en els següents casos:
- Tos seca o Bronquitis
- Faringitis o estomatitis

### Altres usos medicinals populars i etnomedicinals
Tradicionalment s'ha utilitzat per al tractament del refredat comú, diarrea, gastroenteritis i infeccions genitourinàries. També s'ha utilitzat per via tòpica en el tractament de la conjuntivitis o les lesions cutànies.
Les fulles són molt utilitzades per la medicina folklòrica a causa de les seves propietats antiinflamatòries, especialment en forma de cataplasmes, compreses, rentats, gargarismes, ènemes, banys oculars i banys de seient sobre ferides de pell, hemorroides i furóncols. En forma oral s'empra la decocció de les fulles com hipoglucemiant i laxant. En algunes regions solen afegir unes culleradetes d'extracte aquós de malva al biberó, per calmar la tos dels lactants. A Europa recomanen emprar la decocció de la planta sencera junt amb fonoll i llavors d'anís en el tractament de dolors còlics d'intestí i bufeta. La decocció de malva barrejada amb llet, sol recomanar per al tractament d'úlceres d'estómac. Els hongaresos utilitzen la decocció de la malva per induir l'avortament. A Àsia utilitzen la infusió de les llavors com febrífugues. El suc de la planta fresca és recomanat en algunes regions d'Europa per combatre la picades de vespa. Al nord-oest argentí i en la zona de l'altiplà bolivià s'utilitzen les coccions de la malva administrat en edemes per combatre el malestar gàstric dels nens.

### Toxicitat i efectes adversos
No s'han descrit reaccions adverses a les dosis terapèutiques recomanades, tot i que s'han descrit alguns casos d'espasmes musculars en animals de pastura.

### Interaccions medicamentoses
No s'han descrit interaccions medicamentoses, encara que la presència de mucílags fa que existeixi un risc potencial d'interacció, a causa que els mucílags poden disminuir l'absorció oral d'altres principis actius. Per això, es recomana distanciar l'ús de la malva amb el dels altres principis actius.

### Contraindicacions
Aquest medicament no pot ser utilitzat per pacients amb obstruccions intestinals, ja que la malva podria agreujar l'obstrucció si la ingesta d'aigua no és la correcta. La malva pot agreujar l'apendicitis a causa dels seus efectes laxants. Degut a la presència de compostos oxitòcics no identificats en les fulles, no es recomana la presa d'extractes de malva durant l'embaràs i la lactància.

### Posologia
La Comissió E d'Alemanya recomana 5g/dia de droga vegetal, o la quantitat equivalent de les seves preparacions.
- Decocció: de la fulles (30-50 g / l). Es bullen 15 minuts, i després de colades, es fan servir com a laxant i hipoglucemiant. Per abscessos dentals recomanen 50g de fulles a 300 cc d'aigua. Es deixen les fulles en remull un temps breu i després s'apliquen entre la mandíbula i geniva, alternant amb esbandides de la mateixa decocció.
- Infusió: la dosis és de 3-5g / tassa. S'administren de 2 a 3 tasses al dia.
- Extracció fluida: Relació 1:1 (1g=40gotes), es prescriu una culleradeta de cafè 3 vegades al dia.
- Xarop: Al 2%. Es pot elaborar a partir de l'extracte fluid. La dosi és de 2-5ml.
- Ús extern: s'empra la decocció de les fulles (30-50g / l) per a realitzar compreses, lavatges, gargarismes, etc.
- tintura: Relació 1:8 en etanol 35%. Dosi: 2-5ml.
- Fitocosmètica: L'extracte glicònic al 5-10%, en forma de locions i cremes.

## Alimentació
Les fulles joves quan es bullen són un vegetal molt sa, i hom el menja en diverses parts d'Europa. El bestiar, però, no sembla gaudir-ne i s'estima més altres pastures. La malva sol ingerir-se com a aliment en amanides o sopes, a causa del seu alt contingut en vitamines i minerals.

## Legislació i conservació
Les fulles i flors de la malva es troben registrades en les següents farmacopees: Argentina (4a. ed.), Alemanya (DAB 7a.), Àustria (ÖAB,1990), Bèlgica (Fascíola 2/2001), Espanya (2a. ed.), Europa (4a. ed.), Itàlia (10a. ed.) i Suïssa (7a. ed.), entre d'altres. Hi ha països com França que només reconeixen les flors. La Comissió <<E>> d'Alemanya ha aprovat l'ús en humans de la flor i les fulles en el tractament de processos irritatants, orofaringis i de tos seca.

## Observacions
En el passat, la malva va ser utilitzada en la decoració. Les flors es penjaven a les portes i teixits en garlandes per a la celebració de maig. L'espècie també ha estat utilitzada durant molt temps com a colorant groc natural; potser, més recentment, de color crema, groc i verd. Els tints es poden obtenir de la planta i de les llavors, a causa de la presència dels antociànids.

### Curiositats
Una antiga creença hongaresa conta que, per conèixer la fertilitat d'una dona, havia de vessar la seva orina sobre una malva. Si al cap de tres dies la planta es pansia, llavors es considerava a la dona infèrtil.
Un antic adagi espanyol refereix <<... malva al jardí i vegetals a la cuina, per a la casa ja és suficient medicina ...>>

### Malalties de la planta

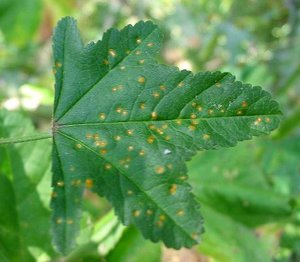
Fulla amb punts produït per un fong

La malva sol ser atacada per fongs de gènere Puccinia, que produeixen el Rovell de la Malva.